# Rhipidia eremnocera
Rhipidia eremnocera là một loài ruồi trong họ Limoniidae. Chúng phân bố ở vùng Tân nhiệt đới.